# Копыленко, Моисей Михайлович
Моисей Михайлович Копыленко (25 ноября 1920 — 18 декабря 1997) — советский и казахстанский лингвист, доктор филологических наук, профессор, специалист в области сравнительно-типологического языкознания и глава научной школы по общей фразеологии в Казахстане.

## Биография
Моисей Михайлович (Мейлахович) Копыленко родился 25 ноября 1920 года в Одессе, в семье Мейлаха Моисеевича Копыленко (1895—?) и крутянской мещанки Рухли Палтиевны Десятник (1899—?), заключивших брак 2 марта 1919 года там же. Рано лишился матери и, не желая быть обузой в новой семье отца, в 12 лет поступил в ФЗУ, где получил специальность типографского наборщика. В последующие годы сменил несколько профессий: работал слесарем и токарем. Все эти годы он продолжал учёбу в вечерней школе рабочей молодёжи. Когда учился в последнем классе, познакомился со своей будущей женой Полиной Исааковной Ривлин.
В 1938 году успешно окончил школу и в том же году поступил на филологический факультет Одесского государственного университета им. Мечникова. В те годы университет славился своими славистическими традициями. На филологическом факультете лекции читали известные учёные: профессор П. О. Потапов и доцент, затем профессор С. Б. Бернштейн, фольклорист профессор Р. М. Волков, крупный специалист по античной литературе профессор Б. В. Варнеке и мн. др. Когда началась Отечественная война, М. М. учился на третьем курсе. В июле 1941 года он поступил в Одесское артиллерийское училище и, получив звание лейтенанта, был направлен на фронт. Служил в артиллерийских частях. Воевал на Сталинградском и Ленинградском фронтах. Получил два тяжёлых ранения и в 1944 году был уволен в запас.
В том же году поступил в Ташкенте в Среднеазиатский государственный университет, который с отличием закончил в июне 1945 года. В то время там преподавали выдающиеся учёные: академики В. М. Жирмунский и В. Ф. Шишмарёв, доцент И. А. Кашкин, доцент (впоследствии профессор МГУ) В. А. Звегинцев, практические занятия иностранного языка проводила Надежда Мандельштам. Одновременно с учёбой в университете М. М. преподавал военное дело в Государственном музыкальном училище им. Хамзы.
Как только появилась возможность, М. М. с cемьёй возвращается в Одессу и с сентября 1945 г. по август 1957 г. работает в Одесском государственном университете преподавателем, затем доцентом кафедры классической филологии. По совместительству в 1946—1950 г.г. был главным библиотекарем отдела редких книг и рукописей при Одесском университете.
В 1954 г. в Куйбышеве (теперь Самаре) защитил кандидатскую диссертацию «Теория сложноподчинённого предложения в русском языкознании». В 1957 году прошёл по конкурсу и начал работать в Институте иностранных языков в Казахстане, в Алма-Ате, сначала доцентом кафедры русского языка, затем проректором, потом заведующим кафедрой общего языкознания.
В 1967 г. успешно защитил в Учёном совете филологического факультета Ленинградского госуниверситета  им. А. А. Жданова докторскую диссертацию «Исследование в области славянской фразеологии древнейшей поры», а через год ему присвоили звание профессора.
В 1978 г. возглавил вновь созданный отдел русского языка и социолингвистики в Институте языкознания АН КазССР.
В 1995 году вернулся в Казахский университет международных отношений и мировых языков и до последнего дня руководил там кафедрой общего языкознания. Под руководством Моисея Михайловича защищены 72 кандидатские диссертации и 4 докторские. В 1997 году его имя было занесено в список выдающихся учёных республики Казахстан.

## Правительственные награды
Орден Отечественной войны II степени
Медаль «За боевые заслуги» и 14 других медалей участника войны и ветерана.

## Вклад в науку
Основные направления научной деятельности М. М. Копыленко: социолингвистика, сравнительно-историческое языкознание, палеославистика, типология языков, история лингвистических учений, философия языка, структурная лингвистика, атрибуция художественного текста, переводоведение, билингвизм и полилингвизм, лексикология с лексикографией (теоретической и практической), фонетика, словообразование, синтаксис древних и новых языков, семантика с когнитологией, языковые контакты и интерференция, а также функционирование русского языка в Казахстане и специфика казахско-русского билингвизма. Язык рассматривается М. М. Копыленко как грандиозная система разнообразных сочетаемостей, изучаемых фонотактикой, морфонологией, дериватологией (сочетаемость морфем в пределах лексем), синтаксисом (комбинаторика словоформ в отвлечении от их лексических значений) и фразеологией (сочетаемость лексем и воплощённых в них семем).

## Основные работы
Моисей Михайлович — автор 253 работ, в том числе 14 монографий.
Монографии:
- Копыленко М. М. Сочетаемость лексем в русском языке. М.: Просвещение, 1973. — 119 с.[5]
- Копыленко М. М., Попова З. Д. Очерки по общей фразеологии. Проблемы, методы, опыты. Воронеж: ВГУ, 1978. — 144 с.
- Копыленко М. М. Оптимизация преподавания русского языка в казахской аудитории. Алма-Ата: Наука, 1980. — 124 с.
- Копыленко М. М., Саина С. Т. Функционирование русского языка в различных слоях казахского населения. Алма-Ата: Наука, 1982. — 11с.[6]
- Копыленко М. М., Ахметжанова З. К. Фонетическая интерференция в русской речи казахов. Алма-Ата: Наука, 1984. — 64 с.[7]
- Копыленко М. М. и др. Русско-казахский фразеологический словарь. Алма-Ата: Наука, 1985. — 222 с.[8]
- Копыленко М. М. Интерференция в русской речи казахов: (проблемы казахско-русского двуязычия). Алма-Ата: Наука, 1988. — 127 с.
- Копыленко М. М. Попова З. Д. Очерки по общей фразеологии : (фразеосочетания в системе языка). Воронеж : изд-во Воронежского ун-та, 1989. — 192 с.[9]/ Изд 2. — 2010/[10]
- Копыленко М. М. и др. Русско — казахский фразеологический словарь. Издание второе, дополненное и исправленное. Алма-Ата: Наука, 1989. — 230 с.
- Копыленко М. М., Ахметжанова З. К. Закон о языках и развитие двуязычия и многоязычия в Казахской ССР. Алма-Ата, 1990. — 16 с.[11]
- Копыленко М. М. и др. Казахское слово в русском художественном тексте. Алма-Ата: Гылым, 1990. — 168 с.
- Копыленко М. М. Средства выражения количества в русском языке. Алма-Ата: Евразия, 1993. — 184 с.
- Копыленко М. М. Основы этнолингвистики. Алматы: Евразия, 1995. — 180 с.
- Копыленко М. М. Paleoslavica. Алматы: Евразия, 1995. 166 с.[12]
- Копыленко М. М. Избранные труды по языкознанию: в 2-х томах. Алматы, 2010. — 444 с.[13]

Перевод:
Копыленко М. М. Лев Диакон. История. М.: Наука,1988. — 240 с.
Статьи:
- Копыленко М. М. Неизвестный автограф стихотворения Н. А. Некрасова «Деревенские новости» \\ Доклады и сообщеня филологического института ЛГУ им. Жданова. -Вып.2. — Л..1950. — С. 108—113.
- Копыленко М. М. Из исследований о языке славянских переводов византийской литературы (Гипотактические конструкции славяно-русского перевода «Александрий»). // Византийский временник, т. ХVI, 1959, с. 82 — 91
- Копыленко М. М. Рукописная греческая грамматика братьев Лихудов // Византийский временник, т. XVIII, 1960 — с.85 — 92
- Копыленко М. М. О языке древнерусского перевода «Истории иудейской войны» Иосифа Флавия (Глагольно-именные фразеологизмы) // Византийский временник, т. ХХ, 1961 — с.164 — 183
- Копыленко М. М. О межъязыковой идиоматичности и связанных с ней явлениях // Научные доклады высшей школы. Филологические науки, 1964, № 1. — с. 162—168
- Копыленко М. М. Как следует называть язык древнейших памятников письменности? // Советское славяноведение, 1966, № 1. — С. 36-41
- Копыленко М. М. Опыт сопоставительного изучения фразеологических единиц типа дать совет в славянских языках // Вопросы языкознания. 1969, № 2. с. 46 — 53
- Копыленко М. М. О различиях между производством, порождением и синтезом речи // Психологические и психолингвистические проблемы владения и овладения языком. М.:МГУ, 1969, с. 97 — 103
- Копыленко М. М. Генераторы отглагольных агентивных существительных русского языка // Проблемы структурной лингвистики. М.: Наука, 1971. — с.504 — 520
- Копыленко М. М. О семантической природе молодёжного жаргона // Социально — лингвистические исследования. М.: Наука, 1976.- с. 79 — 86
- Копыленко М. М. Кальки греческого происхождения в языке древнеславянской письменности // Византийский временник, т. ХХХIV, 1973.- с.141 — 150[15]
- Копыленко М. М. К построению семантической типологии (универбы и перифразы). — Проблемы лексикологии. Минск: БГУ. 1973.- с. 48 — 55
- Копыленко М. М. О свойствах метафоры и метонимии в тюркских языках // Советская тюркология и развитие тюркских языков в СССР. Алма-Ата, 1976.- с. 261—263
- Копыленко М.М О выразительных средствах эсперанто // Учёные записки Тартуского госуниверситета. Вып. 644. Тарту, 1983.- с. 65 — 76
- Копыленко М. М. Типология казахских эквивалентов русским фразеосочетаниям. // Известия АН Каз. ССР, серия филологическая, 1986, № 3 — с.8 — 15
- Копыленко М. М. О мотивации наименований животных в тюркских языках. // Проблемы этимологии тюркских языков. Алма-Ата: Гылым, 1990.- с. 102—108
- Копыленко М. М. Социальное и этническое в языке (очерк взаимодействия). Облик слова. Сб. статей памяти Д. Н. Шмелёва. М., 1997.- с. 354—360
- С. А. Колчин, М. М. Копыленко, А. П. Бабушкин. Типы концептов в лексико-фразеологической семантике языка. Филологические науки 1998, № 2 — с. 109—114
- Копыленко М. М. Актуальные проблемы лингвистики. (Сб. научных трудов). Алматы, 1998. — 249 с.

## Изучение биографии и научного наследия
Научно-просветительский проект "Эпоха и личность" в рамках цикла научных семинаров, посвященных лингвистам-фронтовикам провел вебинар 14 мая 2020 года .
В Казахском национальном университете имени аль-Фараби состоялся международный научно-просветительский форум, посвященный 100-летию со дня рождения казахстанского ученого-лингвиста, доктора филологических наук, профессора Моисея Михайловича Копыленко. По итогам мероприятия был издан сборник трудов "Выдающиеся ученые-филологи: история и современность" .
В Казахском университете международных отношений и мировых языков имени Абылай хана проведена Международная конференция «Мир языка»,  посвященная  столетию со дня рождения профессора Моисея Михайловича Копыленко 